# Paulina Tomasiak
Paulina Tomasiak (* 2. Januar 2002 in Nowy Sącz) ist eine polnische Fußballspielerin und seit 2021 auch A-Nationalspielerin.

## Karriere

### Vereine
Tomasiak begann für den 25 km südlich ihres Geburtsortes in Rytro im Powiat Nowosądecki in der Woiwodschaft Kleinpolen ansässigen Ludowy Klub Sportowy Poprad Rytro mit dem Fußballspielen. Im weiteren Verlauf gehörte sie von 2010 bis 2015 den in der Gemeinde Moszczenica im Powiat Gorlicki in derselben Woiwodschaft ansässigen UKS 3 Weronica Staszkówka Jelna (Uczniowski Klub Sportowy 3 Weronica Staszkówka Jelna), dem Schüler-Sportverein der Schule für Sportförderung in Staszkówka an. Mit Aufrücken in die erste Mannschaft gehörte sie dem Verein weitere zehn Jahre an, davon die ersten beiden Saisonen in der dritten, die folgenden drei in der zweiten und die letzten fünf in der zweitklassigen 1. Liga Kobiet.
Im Januar 2025 wurde sie vom Górnik Łęczna für die Rückrunde der Saison 2024/25 unter Vertrag genommen und mit einem bis zum 30. Juni 2026 datierten Vertrag ausgestattet. In der höchsten Spielklasse, der Ekstraliga Kobiet, wurde sie in neun Punktspielen eingesetzt, in denen sie drei Tore erzielte. Ihr Debüt in der höchsten Spielklasse am  5. März 2025 (13. Spieltag) beim 4:2-Sieg im Auswärtsspiel gegen die Frauenfußballmannschaft von Śląsk Wrocław krönte sie sogleich mit ihrem ersten Tor, dem Treffer zum 2:0 in der 60. Minute.

### Nationalmannschaft
Von ihren elf Länderspielen für die U17-Nationalmannschaft, in denen ihr drei Tore gelangen, entfallen jeweils drei auf die altersbezogene EM-Qualifikation im Mai und Oktober 2018 sowie im März 2019. Zwei weitere Einsätze in dieser Altersklasse hatte sie am 3. und 6. Februar 2019 in einem Turnier in San Pedro del Pinatar (jeweils 1:0 vs. Tschechien und Schweden). Von ihren acht Länderspielen für die U19-Nationalmannschaft entfallen drei auf die altersbezogene EM-Qualifikation im Oktober 2019 und fünf auf Freundschaftsspiele (0:2 und 7:0 vs. Tschechien am 29. August und 1. September 2019 in Grodków und Brzeg, 0:1 vs. Schweden am 4. März, 1:3 vs. Dänemark am 6. März und 2:5 vs. Niederlande am 8. März 2019 jeweils in La Manga del Mar Menor). 
Ihr A-Länderspieldebüt gab sie am 14. Juni 2021 in Cartagena beim 5:0-Sieg im Freundschaftsspiel gegen die Nationalmannschaft Tschechiens mit Einwechslung in der 61. Minute für Ewelina Kamczyk.
Sie bestritt ferner (die letzten) vier Spiele der Gruppe B1 in der zweiten Austragung des Wettbewerbs der Nations-League, dabei gelang ihr am 30. Mai 2025 im vorletzten Spiel beim 4:0-Sieg über die Nationalmannschaft Nordirlands mit dem Treffer zum 3:0 in der 28. Minute ihr erstes A-Länderspieltor. Im letzten Spiel am 3. Juni 2025 gelangen ihr beim 3:0-Sieg über die Nationalmannschaft Rumäniens in Danzig gleich zwei Tore.
Ein weiteres Freundschaftsspiel bestritt sie am 27. Juni 2025 in Mielec beim 4:0-Sieg über die Nationalmannschaft der Ukraine, gegen diese sie das Tor zum 2:0 in der 64. Minute erzielte. 
Dem Kader für die Europameisterschaft 2025 zugehörig, kam sie in den letzten beiden Spielen der Gruppe C zum Einsatz; schied jedoch als Gruppendritter aus dem Turnier aus.

## Erfolge
Nationalmannschaft
- Erste Teilnahme an einer Europameisterschaft (2025)

UKS 3 Staszówka Jelna
- Zweimaliger Aufstieg
  - in die 2. Liga Kobiet 2017, in die 1. Liga Kobiet 2020